# 瓦尔凯阿拉
瓦尔凯阿拉（芬蘭語：Valkeala）是芬兰一个已废置的市镇，位于屈米河谷区。面积为1003.72平方公里，其中147.94平方公里为水面面积。2008年底时居民数量为11656人，人口密度为13.62人/平方公里。2009年初时连同其它市镇一起并入科沃拉市。